# Bushy Island
Bushy Island – wyspa u północno-wschodniego wybrzeża Australii, na Morzu Koralowym, administracyjnie część stanu Queensland.